# Neopicrorhiza
Neopicrorhiza es un género con dos especies de plantas de flores de la familia Scrophulariaceae. 

## Especies seleccionadas
- Neopicrorhiza minima
- Neopicrorhiza scrophulariiflora

- Datos: Q9049484
- Especies: Neopicrorhiza